# Bouglainval
Bouglainval – miejscowość i gmina we Francji, w Regionie Centralnym, w departamencie Eure-et-Loir.
Według danych na rok 1990 gminę zamieszkiwały 753 osoby, a gęstość zaludnienia wynosiła 53 osoby/km² (wśród 1842 gmin Regionu Centralnego Bouglainval plasuje się na 516. miejscu pod względem liczby ludności, natomiast pod względem powierzchni na miejscu 922.).